# Qualificazioni al campionato europeo maschile di calcio 1976 - Quarti di finale

## Tabella riassuntiva
| Squadra 1      | Totale | Squadra 2        | Andata | Ritorno |
| -------------- | ------ | ---------------- | ------ | ------- |
| Jugoslavia     | 3 - 1  | Galles           | 2 - 0  | 1 - 1   |
| Cecoslovacchia | 4 - 2  | Unione Sovietica | 2 - 0  | 2 - 2   |
| Spagna         | 1 - 3  | Germania Ovest   | 1 - 1  | 0 - 2   |
| Paesi Bassi    | 7 - 1  | Belgio           | 5 - 0  | 2 - 1   |

## Risultati

### Andata
| Arbitro: | Paul Schiller |

|                         |           |  |
| Vukotić 1’ Popivoda 57’ | Marcatori |  |

| Arbitro: | Hilmi Ok |

|                       |           |  |
| Móder 34’ Panenka 47’ | Marcatori |  |

| Arbitro: | Jack Taylor |

|                |           |          |
| Santillana 21’ | Marcatori | 60’ Beer |

| Arbitro: | Jean Dubach |

|                                                              |           |  |
| Rijsbergen 17’ Rensenbrink 27’, 58’, 85’ Neeskens 79’ (rig.) | Marcatori |  |

### Ritorno
| Arbitro: | Rudi Glöckner |

|           |           |                       |
| Evans 38’ | Marcatori | 19’ (rig.) Katalinski |

| Arbitro: | Robert Wurtz |

|                           |           |  |
| Hoeneß 17’ Toppmöller 43’ | Marcatori |  |

| Arbitro: | Alistair McKenzie |

|                        |           |                |
| Buryak 53’ Blokhin 87’ | Marcatori | 45’, 82’ Móder |

| Arbitro: | Alberto Michelotti |

|              |           |                    |
| Van Gool 27’ | Marcatori | 61’ Rep 77’ Cruyff |